# 皇家天文學會月報
皇家天文學會月報（英語：Monthly Notices of the Royal Astronomical Society，MNRAS）是世界上最主要的天文學和天文物理學領域同行評審的學術期刊之一。出刊於1827年，發表作為天文等相關領域原創研究的論文或事件通報。另外，該期刊實際上並非每月出刊，所發表的文章也不僅限於英國皇家天文學會的訊息。

## 歷史
皇家天文學會月報第一期在1827年2月9日出刊，當時因為英國皇家天文學會叫做倫敦天文學會，期刊名是Monthly Notices of the Astronomical Society of London。隨著英國皇家天文學會正式成立，在第二卷發行時改為現名。直到1960年該期刊內容還是皇家天文學會每月消息，之後每月消息轉移至新成立的《皇家天文學會季刊》（Quarterly Journal of the Royal Astronomical Society, QJRAS，1960年至1996年）。至1965年該期刊都是由英國皇家天文學會自行出刊，之後委託布萊克威爾出版社（Blackwell Scientific Publications，已被約翰威立併購，改名Wiley-Blackwell出版）發行。
今日該期刊並非每月出刊，而是一年發行9卷，共36期。

## 外部連結
- Official website （页面存档备份，存于）
- MNRAS （页面存档备份，存于） on Astrophysics Data System